# مارتن سكوت (لاعب كرة قدم)
مارتن سكوت (بالإنجليزية: Martin Scott)‏ (7 يناير 1968 بشفيلد في المملكة المتحدة - ) هو مدرب كرة قدم ولاعب كرة قدم بريطاني في مركز الدفاع. لعب مع نادي بريستول سيتي ونادي روذرهام يونايتد ونادي سندرلاند ونوتينغهام فورست.

## وصلات خارجية
- مارتن سكوت على موقع قاعدة بيانات كرة القدم.إي يو (الإنجليزية)
- مارتن سكوت على موقع Soccerbase.com (لاعب) (الإنجليزية)
- مارتن سكوت على موقع عالم كرة القدم.نت (الإنجليزية)